# Комедия ужасов (фильм)
«Комедия ужасов» (англ. The Comedy of Terrors) — фильм режиссёра Жака Турнёра, вышедший на экраны в 1964 году. В картине повторно снимается актёрское трио Винсент Прайс — Борис Карлофф — Питер Лорре, в этом фильме к ним присоединился также Бэзил Рэтбоун, то есть «короли ужаса» снимаются в комедии. Это последний фильм с таким актёрским составом, так как Питер Лорре в марте 1964 года умер.

## Сюжет
Дела у владельца похоронного бюро Вальдо Трамбала идут отнюдь не блестяще. Вдобавок он постоянно ссорится с женой, которая упрекает мужа в развале бизнеса, созданного её отцом. Сам же свёкор Амос Хинчли уже с трудом воспринимает реальность — его подводят и слух, и разум. Вальдо постоянно пытается напоить его ядом под видом лекарства. После того как похоронную контору пригрозили выселить из арендуемого ею помещения, в голову Трамбала приходит мысль собственноручно создавать клиентов, убивая стариков.
Первый опыт оказывается неудачным. Молодая вдова, не заплатив за похороны мужа, уезжает в Европу. Тогда Трамбал решает убить, а затем похоронить владельца помещения мистера Блэка. Однако при виде помощника Трамбала — мистера Джилли потенциальный клиент падает словно замёртво. Оказалось, однако, что Блэк не скончался, а впал в каталептическое состояние. В похоронной конторе «покойник» пришёл в сознание. Между ним и сотрудниками конторы происходит потасовка. Трамбал оглушает Блэка колотушкой и пытается в таком виде похоронить. Однако мнимоусопшего не хоронят, а ставят гроб в склепе.
Казалось, бизнес спасён, но тем временем Блэк при помощи кладбищенского сторожа выбирается наружу. Вооружившись топором, он отправляется в дом Трамбала, который отдыхает после очередной попойки. Придя в резиденцию гробовщиков, Блэк устраивает там погром, постоянно цитируя при этом трагедию Шекспира «Макбет». Только выстрелы Трамбала останавливают недовольного клиента. Затем Вальдо душит свою жену, после чего Джилли вызывает его на поединок. Теперь потасовка завязалась уже между сообщниками.
В финале выясняется, что и миссис Трамбал, и Джилли, и даже Блэк живы. Зато движимый состраданием к зятю старик Хинчли поит его «лекарством».

## В ролях
- Винсент Прайс — Вальдо Трамбал
- Питер Лорре — Феликс Джилли
- Борис Карлофф — Амос Хинчли
- Джойс Джеймисон — Амарилис Трамбал
- Джо Браун — кладбищенский служитель
- Беверли Пауэрс — миссис Фиппс
- Бэзил Рэтбоун — Джон Блэк
- Алан Девитт — слуга Блэка
- Бадди Мэйсон — мистер Фиппс
- Дуглас Уильямс — доктор
- Линда Роджерс — служанка Фиппсов
- Лури Холмс — девочка
- Алан Девитт — Риггс
- Оранджи (в титрах и на постере указан как кот Рубарб) — кошка Клеопатра